# Cristina Elisabet de Schleswig-Holstein-Sonderburg
Cristina Elisabet de Schleswig-Holstein-Sonderburg (en alemany Christine Elisabeth von Schleswig-Holstein-Sonderburg) va néixer a Sønderborg (Dinamarca) el 23 de juliol de 1638 i va morir a Weimar el 7 de juliol de 1679. Era una noble germànica, filla del duc Joan Cristià (1607-1653) i d'Anna d'Oldenburg-Delmenhorst (1605-1688).

## Matrimoni i fills
El 14 d'agost de 1656 es va casar a Weimar amb Joan Ernest II de Saxònia-Weimar (1627-1683), fill del duc de Saxònia-Wiemar Guillem (1598-1662) i d'Elionor Dorotea d'Anhalt-Dessau (1602-1664). El matrimoni va tenir cinc fills:
- Anna Dorotea (1657-1704), abadessa de Quedlinburg.
- Guillemina Cristina (1658-1712), casada amb Cristià Guillem de Schwarzburg-Sondershausen (1645-1721).
- Elionor Sofia (1660-1687), casada amb Felip de Saxònia-Mersebourg-Lauchstädt (1657-1690).
- Guillem Ernest (1662-1728), casat amb Carlota Maria de Saxònia-Jena (1669-1703).
- Joan Ernest III (1664-1707), casat amb Sofia Augusta d'Anhalt-Zerbst (1663-1694).